# Тарнава (Сибињ)
Тарнава (рум. Târnava) насеље је у Румунији у округу Сибињ у општини Тарнава. Oпштина се налази на надморској висини од 290 m.

## Становништво
Према подацима из 2011. године у насељу је живело 1368 становника.